# Георги Костов (общественик)
Вижте пояснителната страница за други личности с името Георги Костов.
Георги Костов, известен като Георги Хисарлъклията, е български общественик, деец на Българското възраждане в Източна Македония.

## Биография
Георги Костов е роден в 1810 година в неврокопското село Хисарлъка, в Османската империя, днес квартал на Гърмен, България. Учи в килийното училище в родното си село. Занимава се с търговия в Неврокоп. Той е един от първите дейци по възраждането на българщината в Източна Македония. Става един от лидерите на българската просветна и църковна борба в района. Дълги години е член на Неврокопската българска община и председател е на училищното настоятелство (1862 - 1865). В 1863 година Костов е в основата на първото честване на Св. св. Кирил и Методий в Неврокоп, за което научаваме подробности от едно негово писмо до Стефан Захариев. В 1865 година е сред основателите на читалище „Зора“. Снабдява Стефан Веркович с фолклорни материали. Подпомага издаването на български книги в Цариград и Букурещ, дарява пари за училища и църкви в родния си край. Заради дейността си многократно е преследван от османските власти. Участва в Народния събор в Гайтаниново в 1869 година, издигнал искане за учредяване на българска Неврокопско-Мелнишка-Драмска-Сярска епархия.

За него изследователят на Македония Васил Кънчов, пише следното:
| „ | В Неврокоп имало още човеци, отлични по своя патриотизъм... Такъв бил например Георги Исирликлията, който донесъл първите черковни книги на славянски език в Неврокоп. Тоя човек съсипал всичкото си състояние през борбата едно с постоянни жертвувания по обществени работи, а друго, захласнат с народните дела, като оставил всичката си работа настрана. Той е сега един от най-бедните българи в града. | “ |

Костов умира през 1890 година в Неврокоп в крайна бедност.